# Belén Beltrán
Belén Beltrán Carmona (6 de enero de 1991, Madrid), es una actriz española de teatro y televisión que reside en los Estados Unidos.

## Biografía
Belén Beltrán Carmona nació en la ciudad de Madrid el 6 de enero de 1991, de padre puertorriqueño y madre española. Sus padres se conocieron en la base estadounidense de Torrejón de Ardoz en la Comunidad Autónoma de Madrid. Cuando cumplía los 9 años de edad, con toda su familia se trasladaron a Los Ángeles, California, allí comenzó su carrera artística.
Fue reconocida como la primera actriz española en participar en el Film de la "Saga Crepúsculo", aunque la interpretación de su personaje fue muy breve. Ha participado en varias series juveniles para Disney Channel, aunque el reconocimiento como actriz le ha llegado por su trabajo en varios repertorios musicales en Broadway.